# Dove (I'll Be Loving You)
Dove (I'll Be Loving You) is een nummer van de Italiaanse zangeres Moony uit 2002. Het is de eerste single van haar debuutalbum Lifestories.
Het nummer gaat over een prille zomerliefde en romantische escapades op het strand. In Moony's thuisland Italië haalde het nummer een bescheiden 18e positie. In de Nederlandse Top 40 haalde een bescheiden 28e positie en Dancesmash op Radio 538, en in de Vlaanderen haalde het de 7e positie in de Tipparade.